# Johann Georg Reudelhuber
Johann Georg Reudelhuber (* 18. Juni 1784 in Schriesheim; † 26. August 1860 in Lambsheim) war ein deutscher Müller, Landwirt und bayerischer Landtagsabgeordneter.

## Leben
Reudelhubers Eltern waren Georg Reudelhuber (1757–1836), der 1804 die Lambsheimer Mühle erwarb, und Elisabeth Reudelhuber, geborene Helmreich (1759–1843). Er übernahm die väterliche Mühle und war von 1831 bis 1838 Bürgermeister in Lambsheim. Im Jahr 1836 wurde Reudelhuber erstmals als Landstand in die Zweite Kammer der Bayerischen Ständeversammlung gewählt. Von 1837 bis 1848 gehörte er dem siebten bis zwölften Landtag an. Am 11. Februar 1843 wurde Reudelhuber aus der Kammer entlassen, da seine Frau gestorben war. Ein erstes Gesuch um Entlassung hatte er am 20. Dezember 1842 gestellt. Nach der Wiederwahl trat Reudelhuber 1845 wieder in den Landtag ein.
Reudelhuber galt 1836 als politisch verlässlich und regierungstreu, 1839 als ein schwacher Kopf, der leicht lenkbar sei sowie 1845 als wohlhabend; politisch unselbständig und lenkbar. Drei Jahre später gehörte er der liberal-demokratischen Opposition an.

## Familie
Reudelhuber heiratete 1810 Anna Elisabeth Müller (1788–1842) aus Schriesheim. Ihr Sohn Johann Valentin Reudelhuber (1815–1870) stimmte 1849 als Delegierter des Kanton Frankenthal gegen die Einrichtung einer Provisorischen Regierung der Pfalz. Die Wahl zum Delegierten hatte er in einer Kampfabstimmung gegen den Frankenthaler Demokraten Georg Hillgärtner gewonnen.
Reudelhubers Tochter Elisabetha (1824–1893) heiratete 1847 den Tabakfabrikanten Casimir Philipp Lichtenberger (1818–1877), der erster Adjunkt der Stadt Speyer wurde. Sein Neffe Philipp Lichtenberger (1855–1918) wurde bayerischer Landtags- und deutscher Reichstagsabgeordneter sowie von 1904 bis 1911 letzter ehrenamtlicher Bürgermeister von Speyer.
Reudelhubers Neffe Ludwig Groß (1825–1894) war 1849 Mitglied einer Studentenlegion. Er wurde Arzt und Orthopäde, Bürgermeister in Lambsheim, Mitglied des pfälzischen Landrats, bayerischer Landtags- und deutscher Reichstagsabgeordneter. Seine Mutter Sophie Elisabeth Reudelhuber (1799–1887) hatte 1821 den Arzt Franz Groß (1786–1869) aus Lachen geheiratet.